# Dryopteris alpestris
Dryopteris alpestris är en träjonväxtart som beskrevs av Tag. Dryopteris alpestris ingår i släktet Dryopteris och familjen Dryopteridaceae. Inga underarter finns listade.